# Congregazione di Arrouaise
La Congregazione d'Arrouaise è stata una congregazione di canonici regolari fondata nell'XI secolo. Si è affermata ad Artois, nelle Fiandre, in Inghilterra e in Irlanda.

## Storia
La congregazione di Arrouaise nacque dall'ordine agostiniano.
Proveniva dall'abbazia di Arrouaise (che ha avuto anche altri nomi), fondata ai confini tra Artois e Piccardia, nella Diocesi di Arras di nuova costituzione nell'XI secolo. Dopo aver acquisito il nome di abbazia di Arrouaise, i suoi canonici regolari furono qualificati come "Arroasians", organizzati intorno alla "capitale di Arrouaise". È una delle più antiche congregazioni dell'Ordine di Saint'Agostino, la cui fama di primo religioso aveva varcato i confini della Francia, essendosi poi fatta conoscere all'estero anche dai suoi religiosi nelle missioni delle colonie

### Fondazione
Intorno al 1090, due sacerdoti Heldémare, originario di Tournai e Coron nato in Svevia, ex cappellani di Guglielmo il Conquistatore, si stabilirono nei pressi di un oratorio vicino al quale viveva un laico, Roger, in un luogo chiamato Tronc-Bérenger. La foresta di Arrouaise era un luogo pericoloso, Roger fu ucciso e Heldémare morì per le ferite. Coron rimase solo a capo della comunità che era cresciuta.
Nel XII secolo, l'Abbazia di Arrouaise venne posta sotto la protezione del Vescovo di Arras e la comunità ricevette donazioni. Nel 1106 l'abbazia aveva una chiesa in pietra.

### Riforma canonica ed espansione dell'Ordine di Arrouaise
- Nel 1107 la comunità dei canonici adottò la regola di sant'Agostino ("ordo antiquus") e ricevette la conferma papale.

Richer divenne il secondo abate dal 1108 al 1121 e Gervais gli succedette dal 1121 al 1145.
Quest'ultimo introdusse la riforma canonica ("ordo novus") sul modello dell'ordine premostratense (digiuno, silenzio, lavoro manuale, astinenza, rozzi abiti di lana...). L'austerità dei canonici di Arrouaise era così grande da essere paragonata a quella dei Cistercensi.
Vennero scritte le regole e l'ordine Arrouaise cominciò a crescere.
- Le prime abbazie che vennero costruite furono:
  - Hénin-Liétard,
  - Ruisseauville,
  - Doudeauville,
  - Abbazia di Clairfay,
  - Abbazia di Beaulieu de Ferques
  - Abbazia di Chauny
  - Abbazia di Saint-Éloi-Fontaine

Intorno al 1130 si tenne il primo capitolo cistercense annuale.
L'ordine di Arrouaise si diffuse poi nelle Fiandre, in Normandia, in Inghilterra, nello Champagne, in Lorena, in Borgogna, in Scozia, in Irlanda (Malachia, arcivescovo di Armagh, lo introdusse in Irlanda e San Lorenzo O'Toole fondò un monastero a Dublino) e in Polonia. Un totale di circa cento case (60 abbazie, 45 priorati, 13 case femminili).
Dopo il 1150, l'espansione rallentò.
Le acquisizioni di terre furono numerose sotto l'abbazia di Gervais. Ad Arrouaise c'era l'equivalente del granaio cistercense, i curtes.
Gli stessi canonici della Congregazione di Arrouaise lavoravano la terra, accettavano il reddito della terra e fornivano cure ospedaliere.
L'ultimo capitolo annuale si svolse nel 1471.